# 邵城
邵城（1537年—？），字惟衛，浙江寧波府鄞縣人，匠籍，明朝政治人物。

## 生平
嘉靖四十三年（1564年）甲子科浙江鄉試第二十名舉人。隆慶二年（1568年）中式戊辰科會試第一百五十六名，三甲第一百七十五名進士。三年授興化府推官，萬曆元年（1573年）官永州府同知，历官刑部郎中，以受贿被弹劾免职。

## 家族
曾祖邵穆；祖父邵采；父邵炳，母袁氏。具庆下。